# Суслова, Ираида Евгеньевна
Ираи́да Евге́ньевна Су́слова (в девичестве Аквилёва, 16 января 1955, Тольятти) — советская лыжница.

## Достижения
- Мастер спорта СССР международного класса (лыжные гонки).
- Участница зимних Олимпийских игр: 1980
- Чемпионат СССР по лыжным гонкам:
  - Чемпионка (2): 1975 — эстафета 4х5 км, 1982 — эстафета 4х5 км
  - Серебряный призёр (2): 1983 – 10 км, 1983 — эстафета 4х5 км
  - Бронзовый призёр: 1979 — эстафета 4х5 км